# Bayso (Ethnie)
Die Bayso sind eine kleine Volksgruppe im Süden Äthiopiens. Sie leben auf den Inseln Gidicho (Gidiccho, Gidiččo) und Golmaka (Gólmakka, Wollage, Wóolige) im Abayasee sowie an dessen Westufer.
Ihre Sprache ist das gleichnamige Bayso, eine ostkuschitische Sprache aus der Untergruppe der Omo-Tana-Sprachen. Die Bayso leben entfernt von anderen Omo-Tana-sprachigen Gruppen, umgeben von anderen ostkuschitischen sowie omotischen Sprachen. Vor allem ältere Bayso sprechen zusätzlich Oromo, jüngere hingegen Wolaytta.
Auf Gidicho leben die Bayso in den Dörfern Bayso und Shigama sowie in Harro (Haruro), welches sie mit der Volksgruppe der Harro oder Kachama-Ganjule teilen. Die Bayso werden auch Gidicho genannt, eine Bezeichnung, die zugleich für die lokale Variante der Harro-Sprache Verwendung findet. Bei der Volkszählung 2007 wurden in Äthiopien 5.483 Personen als „Gedicho“ registriert.
Die Bayso leben vor allem als Bauern und bauen Sorghum, Fingerhirse, Baumwolle, Weißkohl, Kürbisse, roten und grünen Pfeffer, Bohnen und Tabak an. Sie treiben auch Handel zwischen den Inseln und dem Festland und verkaufen gewobene Kleidung. Da der Anbau von Ensete auf Gidicho nicht möglich ist, beziehen sie dieses von den Gedeo und verkaufen es zudem mit Gewinn auf dem Markt von Dudane an die Gamo. Für Rinderhaltung eignet sich Gidicho ebenfalls nicht, sodass die Bayso ihre Rinderherden von den Guji-Oromo am Ostufer, mit denen sie gute Beziehungen pflegen, hüten lassen. Auf Gidicho selbst halten sie große Ziegenherden sowie Esel und Hühner, die weitgehend frei herumlaufen. Sie verwenden Boote, die aus dem Holz des Ambatch-Baumes (Aeschynomene elaphroxylon) hergestellt werden.
Das höchste rituelle Amt bei den Bayso ist dasjenige des wono. Dieses Amt ist nicht erblich, es ist jedoch einem bestimmten Clan vorbehalten, wono zu stellen. Die Dörfer Bayso und Shigama haben jeweils einen wono.